# Canaceoides scutellatus
Canaceoides scutellatus är en tvåvingeart som beskrevs av Wirth 1969. Canaceoides scutellatus ingår i släktet Canaceoides och familjen Canacidae. Inga underarter finns listade i Catalogue of Life.